# سیخدارماهیان
سیخدارماهیان (نام علمی: Parazenidae) نام یک تیره از راسته طلاکوب‌ماهی‌سانان است.